# 3024 Hainan
3024 Hainan este un asteroid din centura principală, descoperit pe 23 octombrie 1981 de Observatorul Zijinshan.